# Holger Dieckmann
Holger Dieckmann (* 5. Februar 1943) ist ein ehemaliger deutscher Fußballspieler. Er bestritt 100 Bundesligaspiele für den Hamburger SV, in denen er 2 Tore schoss.

## Laufbahn
Zur zweiten Bundesligasaison 1964/65 wurden beim Hamburger SV die zwei aus der eigenen Amateurmannschaft stammenden Spieler Holger Dieckmann und Erhard Schwerin in den Lizenzspielerkader von Trainer Georg Gawliczek übernommen. Zusätzlich kamen noch Heiko Kurth von Altona 93, Andreas Maté von New York Hungarians und der finnische Nationalstürmer Juhani Peltonen. Das Defensivtalent Dieckmann – er war von Viktoria Wilhelmsburg zu den HSV-Amateuren gekommen – absolvierte überraschend in seiner ersten Bundesligasaison 21 Spiele und der HSV belegte den 11. Rang. Er debütierte am 19. September 1964 beim 3:0-Heimsieg gegen den Meidericher SV als linker Verteidiger in der Bundesliga. Auch am letzten Rundenspieltag, den 15. Mai 1965, bei der 2:4-Heimniederlage gegen den Tabellenletzten Schalke 04 stand er in der HSV-Abwehr.
Am 25. Mai 1965 debütierte Dieckmann in der Juniorennationalmannschaft, die im Freiburger Möslestadion vor 9.500 Zuschauern die englische Auswahl mit 1:0 besiegte. Seine Teamkameraden in diesem Spiel waren Volker Danner, Theodor Redder, Ludwig Müller, Hans Reich, Dieter Kurrat, Horst Gecks, Hans Schulz, Sigfried Held, Hannes Löhr und Horst Wild. Es blieb Dieckmanns einzige Berufung in eine DFB-Auswahlmannschaft.
Obwohl zur Runde 1965/66 mit Egon Horst und Willi Schulz zwei anerkannte Abwehrspieler nach Hamburg gewechselt waren, kam Dieckmann auch im zweiten Jahr auf 20 weitere Einsätze und erzielte dabei noch zwei Tore.
Zur sportlich herausragendsten Runde wurde das Spieljahr 1967/68. In der Bundesliga absolvierte der im Mittelfeld und in der Verteidigung einsetzbare Dieckmann an der Seite von Jürgen Kurbjuhn, Uwe Seeler, Werner Krämer, Helmut Sandmann, Gert Dörfel und Franz-Josef Hönig 27 Ligaspiele und belegte mit den Rothosen den 13. Rang. Im Europapokal der Pokalsieger stand er in den Spielen des HSV gegen Randers Freja, Wisla Krakau, in den drei Spielen gegen Olympique Lyon, im Halbfinale gegen Cardiff City und im Finale am 23. Mai 1968 in Rotterdam gegen den AC Mailand in der überraschend stark aufspielenden HSV-Mannschaft. Mit zwei Treffern entschied der schwedische Ex-Nationalstürmer Kurt Hamrin das Endspiel für Mailand.
In der Bundesliga folgte 1968/69 die Steigerung auf den sechsten Tabellenplatz und mit 32 Einsätzen führte Dieckmann die Einsatzliste der Defensivspieler in dieser Runde an. Lediglich die Offensivakteure Gert Dörfel und Franz-Josef Hönig wiesen die gleichen Einsätze auf und Uwe Seeler führte mit 33 Spielen und 23 Treffern die interne Rangliste an.
Nach dieser für ihn persönlich sehr gut verlaufenen Runde beendete Holger Dieckmann im Sommer 1969 seine aktive Laufbahn. Da für den Sportjournalisten die berufliche Doppelbelastung zu groß wurde und sich Dieckmann verstärkt um seine Familie kümmern wollte, reichte er am 21. April 1969 seine Kündigung beim HSV ein. Sein Lizenzspielervertrag blieb dabei bis zum Saisonende 1970/71 gültig, eine Rückkehr in den aktiven Fußball lehnte Dieckmann jedoch grundsätzlich ab.
Nach seiner Zeit als Bundesligaspieler war Holger Dieckmann noch als Freizeitfußballer in der Hamburger Presseauswahl aktiv, mit der er 1969 in Nürnberg die vom DFB gestiftete „Presse-Ente“ gegen eine Auswahl Württemberg/Ruhr gewann.
Dieckmann wurde 1971 Sportchef der Westfälischen Nachrichten und initiierte noch im selben Jahr die Wahl zu „Münsters Sportler des Jahres“.

## Ehrenamt
Am 1. Februar 1967 war Dieckmann der erste aktive Lizenzspieler, der vom DFB-Bundesgericht zum stimmberechtigten Beisitzer berufen wurde. Das Gremium entschied sich für den als Sportjournalisten tätigen Dieckmann, da er durch die Folgen einer Verletzung der Achillessehne vom Hamburger SV nicht eingesetzt werden konnte.
Zusätzlich war Dieckmann Interessenvertreter für die Mitspieler des Hamburger SV bei der Arbeitstagung der Fachgruppe Bundesliga der Deutschen Angestellten-Gewerkschaft.